# Яшар Шабан
Яшар Шабан Хаджимустафа е български политик от ДПС.

## Биография
Яшар Шабан Хаджимустафа е роден в с. Стар читак, Ардинско.
Учител по български и френски език в с. Широко поле, Кърджалийско, до 1989 г.
Яшар Шабан е един от основателите на ДПС в Кърджалийска област през 1990 г. Депутат в Седмото велико народно събрание (1990-1991). Заместник-кмет на Кърджали (1991–1995). Заместник-председател на Националния съвет на ДПС. Член на управителния съвет на института „Отворено общество“ и на Международния център за изследване на малцинствата и културните взаимодействия. На 19 юни 2008 г. по предложение на Гиньо Ганев е избран от Народното събрание за заместник-омбудсман на България и изпълнява тази функция до 21 януари 2011 г.
Оттегля се в Кърджали и в последните месеци от живота си критикува както президента Плевнелиев, така и ръководството на ДПС. Почива на 23 декември 2013 г. в Кърджали и е изпратен с почести от кмета на града Хасан Азис и местната общественост.